# Guizygiella melanocrania
Guizygiella melanocrania är en spindelart som först beskrevs av Tord Tamerlan Teodor Thorell 1887.  Guizygiella melanocrania ingår i släktet Guizygiella och familjen käkspindlar. Inga underarter finns listade i Catalogue of Life.